# Chotum (gromada)
Chotum – dawna gromada, czyli najmniejsza jednostka podziału terytorialnego Polskiej Rzeczypospolitej Ludowej w latach 1954–1972.
Gromady, z gromadzkimi radami narodowymi (GRN) jako organami władzy najniższego stopnia na wsi, funkcjonowały od reformy reorganizującej administrację wiejską przeprowadzonej jesienią 1954 do momentu ich zniesienia z dniem 1 stycznia 1973, tym samym wypierając organizację gminną w latach 1954–1972.
Gromadę Chotum z siedzibą GRN w Chotumiu utworzono – jako jedną z 8759 gromad na obszarze Polski – w powiecie ciechanowskim w woj. warszawskim, na mocy uchwały nr VI/10/1/54 WRN w Warszawie z dnia 5 października 1954. W skład jednostki weszły obszary dotychczasowych gromad Baraki-Chotum, Chotum, Nowa Wieś i Rutki-Borki oraz przysiółek Kuklęszczyzna() z dotychczasowej gromady Gorysze ze zniesionej gminy Nużewo, a także obszary dotychczasowych gromad Rajmundowo, Wola Pawłowska, Modła i Modełka ze zniesionej gminy Regimin, w tymże powiecie. Dla gromady ustalono 12 członków gromadzkiej rady narodowej.
31 grudnia 1959 do gromady Chotum przyłączono wsie Budy Wolińskie, Marianowo, Wola Kanigowska, Rydzewo i Wólka Rydzewska, kolonie Sujki i Romanowo oraz leśniczówkę Bronisławek ze znoszonej gromady Czarnocinek w tymże powiecie.
Gromada przetrwała do końca 1972 roku, czyli do kolejnej reformy gminnej.